# Maria Nikolova
 (février 2025).
Maria Nikolova (née le 9 avril 1951 à Varna (Bulgarie)) est une ancienne nageuse bulgare. Elle a participé à trois épreuves des Jeux olympiques d'été de 1968.